# Шахова новела
Шахова новела (нім. Schachnovelle) — твір австрійського письменника Стефана Цвейга, написаний у 1941 році. Був опублікований у 1943 році.

## Сюжет
Мова твору ведеться від першої особи. Автор розповідає про свою подорож з Нью-Йорка до Буенос-Айреса на океанському пароплаві.
Під час посадки на корабель, з’ясовується, що на борту знаходиться чемпіон світу з шахів Мирко Чентович. Автор дізнається про його складну долю та безперечний талант до шахів, який дозволив Чентовичу швидко увійти до складу найсильніших шахистів світу та стати чемпіоном.
Продовжуючи розповідь, автор зазначає, що його дуже зацікавила постать Чентовича та він вирішив із ним познайомитись. Проте Чентович мав складний характер та неохоче знайомився з людьми. Але автор винайшов оригінальний спосіб – він організував гру в шахи, до якої приєднався Чентович. За умови певної фінансової винагороди він погодився зіграти проти подорожуючих любителів шахів, які могли колективно обмірковувати свої ходи. Першу партію виграв Чентович. Під час другої, в гру несподівано втрутився незнайомець та завдяки його порадам, любителі змогли зіграти внічию. Заінтригований шаховими знаннями незнайомця, автор зав'язує з ним розмову та з’ясовує його історію. 
Доктор Б., саме так назвався незнайомець, свого часу був представником однієї з австрійських юридичних контор та в ході аншлюсу Австрії нацистською Німеччиною був заарештований гестапо. Його утримували в ізольованій кімнаті, намагаючись вивести з душевної рівноваги та отримати необхідну інформацію. Під час одного з допитів, доктор Б. краде збірник шахових задач та починає їх вивчати задля тренування мозку в умовах ізоляції. Але з часом шахи стають нав’язливою ідеєю та він доходить до стану душевного розладу. Його лікують та зрештою, завдяки знайомому лікарю, відпускають. Доктор Б. збирає необхідні документи та рушає з нацистського рейху. Також він розповідає, що лікар заборонив йому грати у шахи, побоюючись, що таке захоплення може викликати рецидив його душевного розладу.  Тому на прохання автора він погоджується зіграти лише одну партію проти Чентовича. І цю партію доктор Б. блискуче виграв. Але перебуваючи в збудженому стані він погодився на пропозицію Чентовича зіграти вдруге. Проте Чентович вирахував слабке місце доктора Б. та в ході другої партії почав навмисно довго думати над кожним ходом, змушуючи суперника нервувати. Поступово доктор Б. втратив контроль над собою та почав поводитись неадекватно. І тільки обережне зауваження автора повертає його до дійсності. Доктор Б. вибачається перед присутніми, віддає перемогу супернику та йде. Чентович з поблажливою посмішкою зауважує, що шахова атака доктора Б. була дуже цікава.

## Екранізації
- У 1960 році  мотивами твору німецьким кінорежисером Гердом Освальдом  був знятий однойменний фільм[3].

- У 2021 році режисером Філіпом Штельцлем був знятий фільм «Хід короля»[4].